# Pasquale Squitieri
Pasquale Squitieri (* 27. November 1938 in Neapel; † 18. Februar 2017 in Rom) war ein italienischer Filmregisseur und Politiker.

## Leben
Squitieri wandte sich nach einer Assistenzzeit bei Francesco Rosi und journalistischen Tätigkeiten für die italienische Zeitung Paese Sera dem Filmgeschäft zu. Ende der 1960er Jahre debütierte er mit dem Streifen Io e dio als Filmregisseur und thematisierte hierbei, wie auch in diversen Spätwerken, die Geschichte und die Gegenwart seiner Heimatregion. Mit Io e dio setzte er sich kritisch mit der Religion in Sizilien auseinander, während er mit Camorra – Reden heißt sterben die Unterwelt Neapels darstellte. Ab 1975 lebte er 26 Jahre zusammen mit der italienischen Schauspielerin Claudia Cardinale. Mit ihr hatte er eine gemeinsame Tochter Claudia. 2013 heiratete Squitieri die Schauspielerin und Sängerin Ottavia Fusco.
Der überzeugte Kommunist stellte mit Vorliebe die Lebens- und Machtstrukturen sowie die allgemeinen, zumeist schlechten Lebensbedingungen des Volkes dar und kombinierte seine Weltanschauung mit Möglichkeiten der Veränderung. Zu seinem Werk gehören aber auch die zwei unter dem Pseudonym William Redford gedrehten Italo-Western Django sfida Sartana (1970) und Drei Amen für den Satan (1971).
Mit der Zeit bewegte er sich politisch immer mehr nach rechts. 1994 wurde er für die postfaschistische Partei Alleanza Nazionale in den Senat gewählt.

## Filmografie (Auswahl)
- 1969: Io e Dio
- 1970: Django sfida Sartana (& Drehbuch und Schnitt)
- 1971: Drei Amen für den Satan (La vendetta è un piatto che si serve freddo)
- 1972: Camorra
- 1974: Die Rache der Camorra (I guappi)
- 1975: Harley Riders – Sie kannten kein Erbarmen (L’ambizioso)
- 1977: Der eiserne Präfekt (Il prefetto di ferro)
- 1978: Der Aufstieg des Paten (Corleone)
- 1979: The Gun (L’arma)
- 1980: Savage Breed (Razza selvaggia)
- 1984: Claretta Petacci (Claretta)
- 1985: Der Denunziant (Il pentito)
- 1988: Russicum – Die Vatikan-Verschwörung (Russicum – I giorni del diavolo)
- 1991: Act of Sorrow (Atto di dolore)
- 1999: Li chiamarono … briganti!
- 2003: L’avvocato de Gregorio